# Giao hưởng số 3 (Schubert)
Giao hưởng số 3 cung Rê trưởng, D. 200 là bản giao hưởng của nhà soạn nhạc đoản mệnh người Áo Franz Schubert. Tác phẩm này được viết từ ngày 24 tháng 5 đến ngày 19 tháng 7 năm 1815. Bản giao hưởng của Schubert gồm 4 chương:

### Chương 1:Allegrocon brio
Chương này thể hiện rõ ảnh hưởng của phong cách âm nhạc thời kỳ Cổ điển đối với Schubert, từ cấu trúc đến giai điệu. Chương này cũng không khỏi làm chúng ta liên tưởng đến những bản overture kiểu Pháp, tức là kiểu overture hai phần: phần một chậm và kịch tính, phần hai đầy chất trữ tình. Chương nhạc đầu tiên của bản giao hưởng số 3 của Schubert được bắt đầu bằng một đoạn tutti, nghĩa là cả dàn nhạc giao hưởng đều tấu lên, sau đó là sự độc diễn của clarinet với sự tham gia của các nhạc cụ bô dây. Chủ đề được phát triển từ chỗ nằm trong ranh giới của nhạc thính phòng đến chỗ khuôn thức giao hưởng hình cầu (tầm vóc to lớn hơn). Đây là một chương nhạc đầy kịch tính có khuôn mẫu của sonata. Chương 1, như Michael Trapp có điểm lại ghi chú của Günter Wand, có ảnh hưởng tới phong cách của Gioachino Rossini, đặc biệt là trong các bản overture của vĩ nhân opera này.

### Chương 2:Allegretto[1]
Chương nhạc này được viết ở cung Sol trưởng. Điểm đáng chú ý của chương này đó là sự duyên dáng và hài hước.

### Chương 3:Menuetto-Vivace[1]
Chương 3 chứa chan một điệu nhảy minuet khoan thai nhưng phấn chấn và những điệu scherzo được thể hiện theo phong cách trio duyên dáng. 

### Chương 4:Prestovivace[1]
Chương cuối gồm các khúc luân vũ điều hòa và sự phong phú về tương phản động. Chương cuối này được viết theo khuôn mẫu sonata